# Desa Sarimukti (administrativ by i Indonesien, lat -6,81, long 107,34)
Desa Sarimukti är en administrativ by i Indonesien.   Den ligger i provinsen Jawa Barat, i den västra delen av landet, 90 km sydost om huvudstaden Jakarta.